# Arheološko nalazište Brekinjova Kosa
Arheološko nalazište Brekinjova Kosa nalazi se u mjestu Bojna kod Gline.

## Opis
Arheološko nalazište Brekinjova Kosa u Bojni kod Gline s kontinuitetom života od prapovijesti do srednjeg vijeka iznimno je važno za hrvatsku povijest kao i općenito za ranosrednjovjekovnu povijest cijele srednje Europe. Pokretni arheološki nalazi omogućavaju nam novi pogled na geopolitičke odnose u prostoru između Save i Jadrana 8. na 9. stoljeće. Geostrateška pozicija uzvisine te oblikovanje terena daje i dodatnu ambijentalnu vrijednost krajoliku u kojem se nalazi. Arheološko nalazište Brekinjova Kosa jedno je od najvažnijih arheoloških nalazišta nacionalne arheologije, izuzetne nacionalne važnosti.
Zaštitnim arheološkim istraživanjima provedenim 2011. i 2015. godine nađeni su ranosrednjovjekovni nalazi koji su vrlo vrijedni zbog malog broja arheoloških nalaza s područja kontinentalne Hrvatske iz ovoga razdoblja. Između ostaloga, pronađeni su grobovi bogato opremljenih pokojnika, među kojima se ističe grob kneza s luksuznom opremom, što svjedoči o postojanju snažnog političkog središta na području Banovine.

## Zaštita
Pod oznakom Z-6929 zavedeno je kao nepokretno kulturno dobro - pojedinačno, pravna statusa zaštićena kulturnog dobra, klasificiranog kao arheološka baština.

## Vanjske poveznice
- Ranosrednjovjekovni nalazi s lokaliteta Brekinjova Kosa (rezultati istraživanja 2011. i 2015. godine) Archaeologia Adriatica, Vol. 11 No. 1, 2017.